# Referèndum eslovè de juny de 2011
Tres referèndums van tindre lloc a Eslovènia el 5 de juny de 2011, l'anomenat súper referèndum del diumenge (eslovè: superreferendumska nedelja). Les preguntes consultades foren:
- sobre la reforma del sistema de pensions (la revisió proposada hauria elevat l'edat de jubilació als 65 anys, reduït la taxa de reemplaçament de les pensions i canviat la forma en què pensionistes eren capaços d'accedir als seus estalvis per la jubilació del segon pilar);[2]
- sobre l'obertura dels arxius dels serveis secrets; i
- sobre les mesures destinades a lluitar contra el treball no declarat.[3]

Les tres mesures van ser derrotades decisivament amb una participació mitjana.